# Нэмэр
Нэмэ́р (кит. упр. 讷谟尔河, пиньинь Nèmóěr hé, палл. Нэмоэр хэ) — река в китайской провинции Хэйлунцзян, левый приток реки Нэньцзян.

## География

Бассейн Амура

Исток реки находится на западе горной системы Малый Хинган. Сначала река течёт вдоль гор на север, а затем поворачивает на запад, огибая с севера городской уезд Бэйань городского округа Хэйхэ. Потом река течёт через городской уезд Удаляньчи, и на территории городского уезда Нэхэ городского округа Цицикар впадает в Нэньцзян.

## Топонимика
По реке Нэмэр назван городской уезд Нэхэ, на территории которого река впадает в Нэньцзян.